# Matthew Lipman
Matthew Lipman (Vineland, Nova Jersey, 24 d'agost de 1923 - West Orange, Nova Jersey, 26 de desembre de 2010), fou un filòsof i educador estatunidenc. És conegut per ser el creador de Philosophy for Children, conegut a Catalunya com a Filosofia 3/18.

## Biografia[3]
Va formar-se als Estats Units i a París. Als Estats Units va combinar dos semestres d'estudis a la Universitat Stanford i quatre anys a la Universitat de Colúmbia, on es va preparar per al doctorat en Filosofia, amb la tesi Problems of Art Inquiry (1950), publicada amb el títol What Happens in Art (1967). A París, va estudiar a la Sorbona, gràcies a una beca Fulbright (1950), per ampliar la seva tesi amb l'estudi de l'estètica francesa contemporània.
La seva activitat professional està lligada directament amb l'educació (director del Departament d'Educació General de Columbia, 1950-1960) i amb la Filosofia, bé com a ensenyant (Brooklyn College, City College, Sarah Lawrence College, Columbia University i Montclair State College), bé com a creador del projecte Philosphy for Children. Fou doctorat honorari en Lletres pel Quincy College (1988). És un referent mundial en el camp del pensament crític, i el seu Thinking in Education, publicat per Cambridge University Press el 1991.
També ho és en la filosofia pre-universitària i la reforma educativa. Va desenvolupar una teoria i pràctica, inspirada en John Dewey, que va esdevenir totalment innovadora, ja que defensa la pràctica de la filosofia a Infantil i Primària: les experiències com a professor de filosofia amb estudiants universitaris i com a testimoni de l'agitació política, que va tenir lloc en els campus universitaris de tot el país en la dècada de 1960, el van convèncer que calia aprendre a pensar críticament, preguntar sobre qüestions filosòfiques i formar judicis raonables i que tot això s'havia d'aprendre abans d'entrar a la universitat, altrament ja era massa tard.
Les seves reflexions sobre la necessitat de fer filosofia amb els nens el van portar a demanar un ajut a la Fundació Nacional per a les Humanitats (1969), amb la finalitat de crear una lectura filosòfica, en forma de relat, per a nens d'11 o 12 anys. Es tractava de Harry Stottlemeier's Discovery [en català, La descoberta de l'Aristòtil Mas]. Per poder comprovar quins guanys s'observaven en els nens i nenes que feien filosofia, va demanar una beca per fer un estudi pilot (1971) d'un any de durada amb alumnat de cinquè grau de primària (11 o 12 anys) d'escoles públiques de Montclair, New Jersey. El resultat va ser un èxit i els nens i nenes van experimentar guanys radicals en pràcticament totes les àrees.
El 1974 va crear l'Institute for the Advancement of Philosophy for Children (IAPC) juntament amb Ann Margaret Sharp, del qual en van ser director i directora associada, respectivament. El Montclair State College li va oferir d'establir en el seu campus la seu de l'IAPC, Lipman va aprofitar ràpidament l'oportunitat. De 1974 a 1980 tots dos es van dedicar a posar els fonaments de l'Institut, escrivint més narracions per a diferents nivells i àrees i els llibres pel professorat respectius. Aquests programes s'havien d'experimentar per demostrar que el projecte era efectivament viable, la qual cosa es va fer gràcies a una beca de la Fundació Rockefeller. El Servei Testing Educacional, amb Lipman com a investigador principal, va portar a terme diverses investigacions (una de les quals implicava gairebé 5000 estudiants durant un període d'un any).
També s'havien de preparar els mestres i això implicava que s'havia de posar a punt un grup de formadors del professorat, la qual cosa es va fer mitjançant seminaris d'una setmana portats a terme per Lipman a llocs com Rutgers, Harvard, Yale, Illinois, Fordham i Michigan State.
Cap a finals de 1980 es van acabar i publicar quatre programes per a l'ensenyament mitjà i secundari. A Harry Stottlemeier's Discovery s'hi va afegir el manual pel professorat, Philosophical Inquiry [en català: La descoberta de l'Aristòtil Mas i Recerca filosòfica]. Lisa i Ethical Inquiry [en català: Elisa i Recerca ètica] van formar un programa per a estudiants de novè grau; Suki i Writing: How and Why [en castellà: Suki i Escribir: Cómo y por qué] formaven un programa per a desè grau; i Mark i Social Inquiry [aquests dos últims programes no estan traduïts al català] proporcionaven una unitat d'estudis socials per a estudiants d'onzè grau. A més, Lipman i Sharp van desenvolupar els inicis de les bases teòriques de la filosofia als nivells no universitaris, amb la publicació, per part de Temple University Press, de Growing Up with Philosophy (1978) i Philosophy in the Classroom (1a ed., 1980) [En català Filosofia a l'escola].
L'any 1980 es completava el curriculum amb tres programes per a l'escola elemental: Pixie i Looking for Meaning [en català: Pimi i Buscant el sentit] per als graus 3 i 4; Kio and Gus i Wondering at the World [en català: Kio i Gus i Admirant el món] per als mateixos nivells; i Elfie i Getting Our Thoughts Together [no hi ha traducció al català] per als graus K 2. Lipman és l'autor de totes les narracions del curriculum i l'autor principal dels llibres pel professorat. Un altre treball teòric, publicat en aquest període, va ser Philosophy Goes to School (Temple, 1988). El 1986 el projecte lipmanià de filosofia per a l'escola elemental va ser reconegut com un projecte educacional meritori pel Departament d'Educació dels Estats Units, que des de llavors n'ha subvencionat la seva difusió.
Philosophy for Children es va convertir en un moviment a tot el país, es van organitzar tallers a cada estat a través de la Xarxa Nacional de Difusió del Departament d'Educació. El moviment també es va estendre a tot el món, amb organitzacions locals i nacionals en més de quaranta països, i associacions regionals a Europa, Amèrica Llatina i Oceania. Lipman va fundar la revista Thinking. The Journal of Philosophy for Children, (1979) de la qual va ser director, en les primeres etapes, i posteriorment va formar part del Consell editor.
Professor emèrit de la Montclair State University, s'hi va jubilar el 2001, però va seguir actiu al capdavant de l'IAPC i va continuar escrivint. El 2001 va revisar la seva obra teòrica Thinking in Education i en va preparar la segona edició, en la que amplia, respecte a la primera, els seus plantejaments sobre com i què ensenyar per fomentar el pensament reflexiu i raonable. La seva autobiografia fou publicada el 2008. Va morir el 26 de desembre de 2010 a West Orange, New Jersey.	

## Obres
- Lipman, Matthew. Irene de Puig (trad.). Per què fer filosofia a les escoles (pdf), 21 de novembre del 1991.	(Conferència pronunciada en el Centre Cultural BANCAIXA de Madrid)